# Acherontiina
Acherontiina zijn een ondergeslachtgroep van vlinders uit de onderfamilie Sphinginae van de familie pijlstaarten (Sphingidae).

## Geslachten en soorten
- Acherontia
  - Acherontia atropos (Linnaeus, 1758) - Doodshoofdvlinder
  - Acherontia lachesis (Fabricius, 1798)
  - Acherontia styx Westwood, 1847
- Agrius
  - Agrius cingulata (Fabricius, 1775)
  - Agrius convolvuli (Linnaeus, 1758) - Windepijlstaart
  - Agrius cordiae Riotte, 1984
  - Agrius godarti (W.S.Macleay, 1826)
  - Agrius luctifera (Walker, 1865)
  - Agrius rothschildi Kitching & Cadiou, 2000
- Callosphingia
  - Callosphingia circe (Fawcett, 1915)
- Coelonia
  - Coelonia brevis Rothschild & Jordan, 1915
  - Coelonia fulvinotata (Butler, 1875)
  - Coelonia mauritii Butler, 1877
  - Coelonia solani (Boisduval, 1833)
- Megacorma
  - Megacorma obliqua (Walker, 1856)